# عبدل‌خاکی سفلی
عبدل‌خاکی سفلی، روستایی از توابع بخش مرکزی شهرستان ثلاث باباجانی در استان کرمانشاه ایران است.

## جمعیت
این روستا در دهستان زمکان قرار دارد و براساس سرشماری مرکز آمار ایران در سال ۱۳۸۵، جمعیت آن ۱۶۴ نفر (۳۸خانوار) بوده‌است.